# Alaemon
Alaemon (witbandleeuweriken) is een geslacht van zangvogels uit de familie leeuweriken (Alaudidae).

## Soorten
Het geslacht kent de volgende twee soorten:
- Alaemon alaudipes – Witbandleeuwerik
- Alaemon hamertoni – Kleine witbandleeuwerik